# 相良郵便局
相良郵便局（さがらゆうびんきょく）は静岡県牧之原市にある郵便局。民営化前の分類では集配普通郵便局であった。

## 概要
住所：〒421-0599 静岡県牧之原市波津1-36

## 沿革
- 1872年3月26日（明治5年2月18日） - 相良郵便取扱所として開設[1]。
- 1875年（明治8年）1月1日 - 相良郵便局（五等）となる。同年、為替取扱を開始。
- 1879年（明治12年） - 貯金取扱を開始。
- 1891年（明治24年）12月1日 - 相良郵便電信局となる。
- 1903年（明治36年）4月1日 - 通信官署官制の施行に伴い相良郵便局となる。
- 1951年（昭和26年）4月1日 - 電気通信業務の取扱を、新設の相良電報電話局に移管[2]。
- 1956年（昭和31年）9月1日 - 電話通話および和文電報受付事務の取扱を開始[3]。
- 1956年（昭和31年）10月1日 - 地頭方郵便局から集配業務を移管。
- 1958年（昭和33年）2月 - 局舎新築落成。
- 1961年（昭和36年）9月16日 - 特定郵便局から普通郵便局に局種別改定。
- 1975年（昭和50年）2月3日 - 榛原郡相良町相良浜から、同町相良一丁目に局舎を新築、移転。
- 1999年（平成11年） - 外国通貨の両替および旅行小切手の売買に関する業務取扱を開始。
- 2007年（平成19年）10月1日 - 民営化に伴い、併設された郵便事業相良支店に一部業務を移管。
- 2012年（平成24年）10月1日 - 日本郵便株式会社発足に伴い、郵便事業相良支店を相良郵便局に統合。

## 取扱内容
- 郵便、印紙、ゆうパック、内容証明
- 貯金、為替、振替、振込、国際送金、国債、投資信託
- 生命保険、バイク自賠責保険、自動車保険
- ゆうちょ銀行ATM
- 「421-05xx」区域（牧之原市（旧榛原郡相良町域））の集配業務
- ゆうゆう窓口

## 周辺
- 牧之原市役所 相良庁舎
- 静岡県立相良高等学校
- 相良サンビーチ
- 小堤山公園
- 国道150号

## アクセス
- しずてつジャストライン、牧之原市自主運行バス 相良営業所停留所下車
- 東名高速道路 相良牧之原ICから南へ約11km
- 国道473号沿い
- 駐車場あり：12台